# Władysław Zaremba
Władysław Zaremba (ur. 27 czerwca 1833 w Dunajowcach, zm. 24 października 1902 w Kijowie) – ukraiński kompozytor, pianista i pedagog pochodzenia polskiego.
Studia muzyczne odbył w Kamieńcu Podolskim. Od 1862 wykładał grę na fortepianie i śpiew chóralny w kijowskich pensjach.
Pochowany został w Kijowie na cmentarzu Bajkowa.

## Utwory

### Utwory fortepianowe
- Proszczania z Ukrajinoju
- Dumka-szumka
- Rewe ta stohne Dnipr szyrokyj
- W kinci hrebli szumiat werby
- Zibrałysia wsi burłaky

### Romanse i pieśni (ponad 30)
- Kałyna
- I bahata ja, i wrodlywa ja
- Na ulyci neweseło
- Taka jiji dolja
- Jakby mani czerewyky
- Jakby meni, mamo, namysto
- Utoptała steżeczku

### Zbiory nut
- Pisennyk dlja naszych ditej
- Małeńyj Paderewśkyj (na fortepian)

### Literatura
- Різник О. - Заремби - str. 255.
- Житкевич А. - Композитор В. І. Заремба: Наші славетні // Прапор Жовтня (Кам'янець-Подільський). — 1971. — 29 вересня. — С. 4.
- Живе в пісні // Прокопчук Віктор. З народних глибин. — Хмельницький, 1991. — С. 11—17.
- Руденко Надія - Знаний і незнаний Заремба // Український народний календар. — 2002. — 24 жовтня.
- Печенюк М.А. - Музиканти Кам'янеччини  — Хмельницький, 2003. — С. 450.